# Rhodoferax aquaticus
Rhodoferax aquaticus es una bacteria gramnegativa perteneciente al género Rhodoferax. Descrita en el año 2020. Su etimología hace referencia al ambiente acuático. Se ha aislado de agua dulce en el reservorio Daechung, Corea del Sur. Se describe como una bacteria no fotótrofa e inmóvil. Las colonias en agar R2A son de color marfil. Temperatura de crecimiento entre 4-30 °C, óptima de 25-30 °C. Catalasa negativa y oxidasa positiva.